# FX
FX er en amerikansk kabel-tv-kanal ejet af FX Networks, LLC, et datterselskab af Disney General Entertainment Unit fra The Walt Disney Company. Det blev lanceret den 1. juni 1994.